# 스피커 드라이버

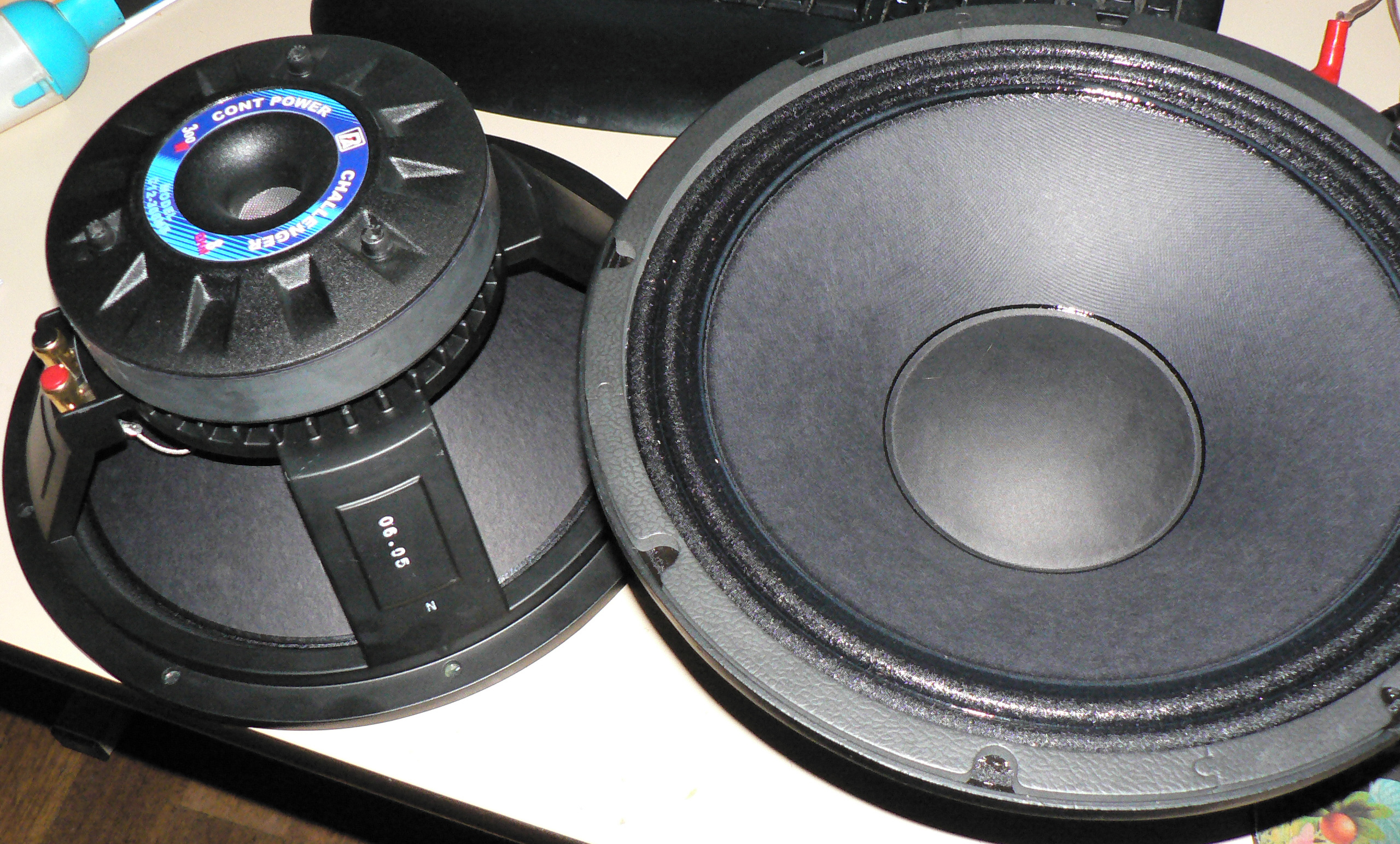
우퍼 스피커 드라이버

전기역학적 스피커 드라이버(electrodynamic speaker driver)는 일반적으로 단순히 스피커 드라이버(speaker driver)라고 불리며, 전기 오디오 신호를 음파로 변환하는 개별 트랜스듀서이다. 이 용어는 때때로 스피커와 상호 교환적으로 사용되지만, 일반적으로 가청 주파수 범위의 일부만 재생하거나 스피커 캐비닛(또는 단순히 "스피커") 내의 하나 이상의 드라이버에 적용된다. Hi-Fi 사운드 재생을 위해 여러 스피커가 종종 동일한 인클로저에 장착되며, 각 스피커는 가청 주파수 범위의 다른 부분을 재생한다. 이 경우 개별 스피커는 드라이버라고 불리며 전체 장치는 스피커(loudspeaker)라고 불린다. 고음 주파수 재생을 위해 만들어진 드라이버는 트위터 (스피커)라고 불리며, 중간 주파수를 위한 드라이버는 미드레인지 드라이버(드물게 스쿼커라고도 함)라고 불리고, 저주파수를 위한 드라이버는 우퍼라고 불리며, 매우 낮은 베이스 범위는 서브우퍼이다. 덜 일반적인 유형의 드라이버는 슈퍼트위터와 로터리 우퍼이다.
스피커에서 전류를 음파로 변환하는 데 가장 널리 사용되는 전기음향 메커니즘은 1925년 에드워드 W. 켈로그와 체스터 W. 라이스가 발명한 다이내믹 또는 전기역학적 드라이버로, 자석의 극 사이에 매달린 보이스 코일이라는 와이어 코일로 소리를 생성한다. 훨씬 덜 널리 사용되는 다른 드라이버로는 정전형 드라이버, 압전 드라이버, 평면형 자기 드라이버, 하일 에어 모션 드라이버, 이온 드라이버 등이 있다.

## 디자인
1. 자석
2. 보이스 코일
3. 서스펜션
4. 다이어프램

1. 자석
2. 쿨러 (때때로 존재)
3. 보이스 코일
4. 서스펜션
5. 다이어프램

1. 자석
2. 보이스 코일
3. 다이어프램
4. 서스펜션

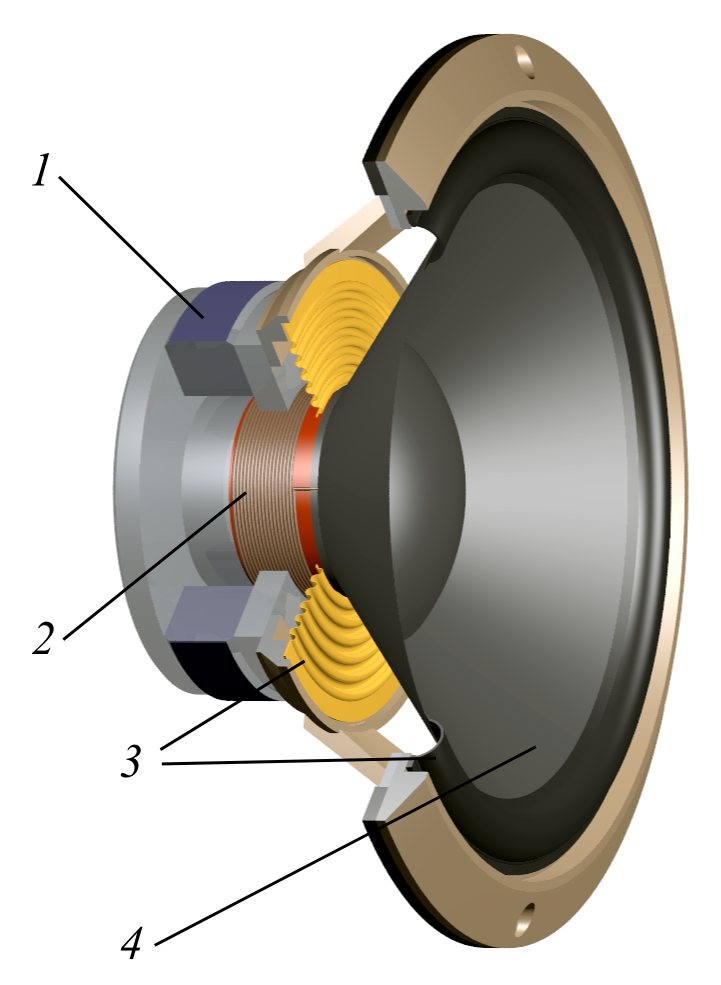
저음 대역의 다이내믹 스피커 단면도.

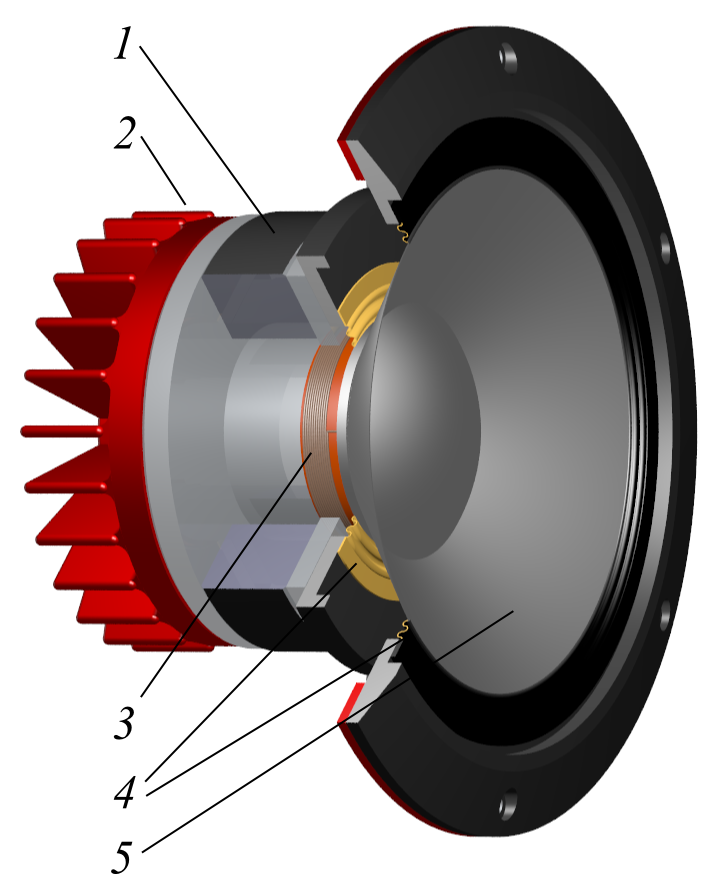
다이내믹 미드레인지 스피커 단면도.

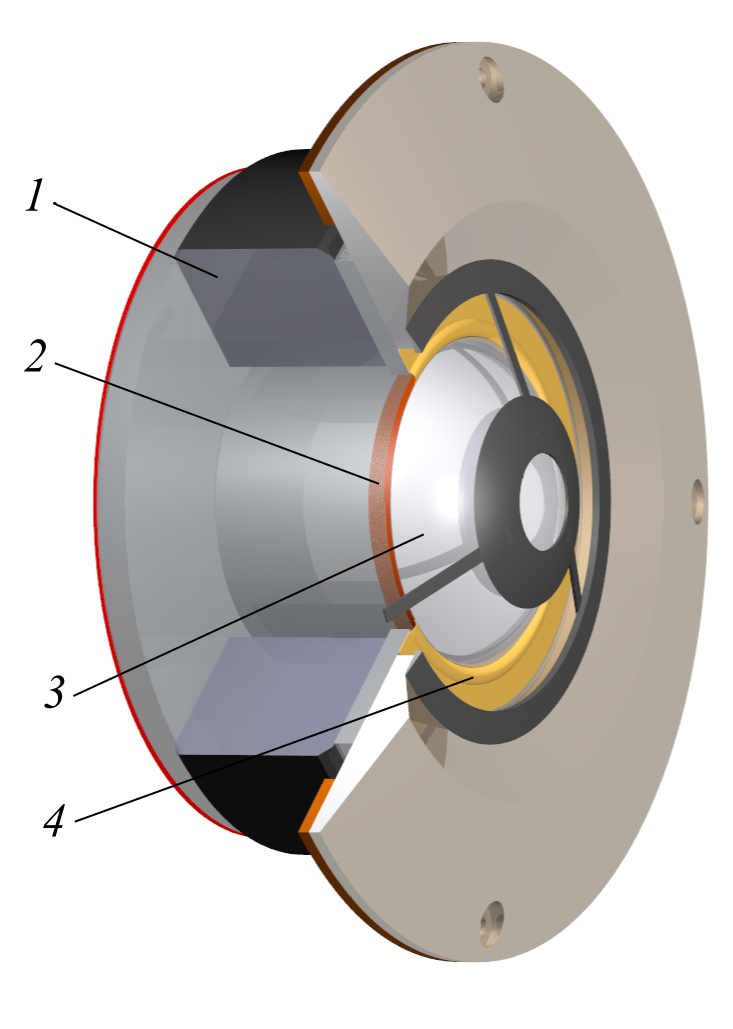
음향 렌즈와 돔형 멤브레인을 가진 다이내믹 트위터 단면도.

가장 일반적인 유형의 드라이버는 일반적으로 다이내믹 스피커(dynamic loudspeaker)라고 불리며, 가볍고 유연한 서스펜션(일반적으로 스파이더)을 통해 단단한 바스켓 또는 프레임에 연결된 경량 다이어프램 또는 콘을 사용하며, 이 서스펜션은 보이스 코일이 원통형 자기 간격 내에서 축 방향으로 움직이도록 제한한다. 콘 중앙에 접착된 보호용 더스트 캡은 먼지, 특히 강자성 파편이 간격으로 들어가는 것을 방지한다.
보이스 코일에 전기 신호가 인가되면, 보이스 코일의 전기 전류에 의해 자기장이 생성되어 가변 전자석이 된다. 코일과 드라이버의 자기 시스템은 솔레노이드와 유사한 방식으로 상호 작용하여 코일(그리고 부착된 콘)을 움직이는 기계적인 힘을 생성한다. 교류 전류를 인가하면 콘이 앞뒤로 움직이며, 앰프에서 오는 인가된 전기 신호의 제어 하에 소리를 가속하고 재생한다.
다음은 이 유형의 스피커의 개별 구성 요소에 대한 설명이다.

### 다이어프램
다이어프램은 일반적으로 원뿔형 또는 돔형 프로필로 제조된다. 다양한 재료가 사용될 수 있지만, 가장 일반적인 재료는 종이, 플라스틱, 금속이다. 이상적인 재료는 제어되지 않는 원뿔 움직임을 방지하기 위해 단단하고, 시작 힘 요구 사항과 에너지 저장 문제를 최소화하기 위해 질량이 낮으며, 사용 목적에 따라 결정되는 공명 주파수로 인해 신호가 중단된 후에도 계속되는 진동을 줄이고 들리는 울림이 거의 또는 전혀 없이 잘 흡음되어야 한다. 실제로는 기존 재료를 사용하여 이 세 가지 기준을 동시에 충족할 수 없다. 따라서 드라이버 설계에는 트레이드오프가 수반된다. 예를 들어, 종이는 가볍고 일반적으로 잘 감쇠되지만 뻣뻣하지 않다. 금속은 뻣뻣하고 가벼울 수 있지만, 일반적으로 감쇠가 좋지 않다. 플라스틱은 가벼울 수 있지만, 일반적으로 더 뻣뻣하게 만들수록 감쇠가 좋지 않다. 결과적으로 많은 콘은 일종의 복합 재료로 만들어진다. 예를 들어, 콘은 탄소 섬유, 케블라, 유리, 대마 또는 대나무 섬유가 첨가된 셀룰로오스 종이로 만들어질 수 있다. 또는 벌집 샌드위치 구조를 사용하거나 추가적인 강성 또는 감쇠를 제공하기 위해 코팅이 적용될 수 있다.

### 바스켓
섀시, 프레임 또는 바스켓은 단단하게 설계되어 중요한 정렬이 자석 간격과 달라져 보이스 코일이 간격 주변의 자석에 마찰되는 것을 방지한다. 섀시는 일반적으로 무거운 자석 구조 스피커에서는 알루미늄 합금으로 주조되거나, 가벼운 구조 드라이버에서는 얇은 강철판으로 스탬프된다. 성형 플라스틱 및 감쇠 플라스틱 복합 바스켓과 같은 다른 재료도 특히 저렴하고 질량이 낮은 드라이버에서 흔해지고 있다. 금속 섀시는 보이스 코일에서 열을 전달하는 데 중요한 역할을 할 수 있다. 작동 중 가열은 저항을 변화시키고 물리적 치수 변화를 일으키며, 심할 경우 보이스 코일의 바니시를 태우거나 영구 자석을 탈자시킬 수도 있다.

### 서스펜션
서스펜션 시스템은 코일을 간격 중앙에 유지하고, 움직인 후 콘을 중립 위치로 되돌리는 복원(중심화) 힘을 제공한다. 일반적인 서스펜션 시스템은 두 부분으로 구성된다: 다이어프램 또는 보이스 코일을 하단 프레임에 연결하고 복원력의 대부분을 제공하는 스파이더와 코일/콘 조립품을 중앙에 맞추는 데 도움을 주며 자기 간격과 정렬된 자유로운 피스톤 운동을 허용하는 서라운드이다. 스파이더는 일반적으로 뻣뻣한 수지로 함침된 골판지 직물 디스크로 만들어진다. 이 이름은 초기 서스펜션의 모양에서 유래했는데, 두 개의 동심원 베이클라이트 링이 여섯 또는 여덟 개의 곡선 다리로 연결되어 있었다. 이 토폴로지의 변형에는 보이스 코일이 마찰을 일으킬 수 있는 입자에 대한 장벽을 제공하기 위해 펠트 디스크를 추가하는 것이 포함되었다.
콘 서라운드는 고무 또는 폴리에스터 거품, 처리된 종이 또는 골판지, 수지 코팅된 직물 링이 될 수 있다. 이는 외부 콘 원주와 상단 프레임 모두에 부착된다. 이러한 다양한 서라운드 재료, 그 모양 및 처리는 드라이버의 음향 출력에 극적인 영향을 미칠 수 있으며, 각 구현은 장점과 단점을 가지고 있다. 예를 들어, 폴리에스터 거품은 가볍고 경제적이지만, 일반적으로 어느 정도 공기가 새고 시간, 오존, UV 광선, 습도 및 고온에 노출되면 열화되어 고장 나기 전의 유효 수명이 제한된다.

### 보이스 코일
보이스 코일의 와이어는 일반적으로 구리로 만들어지지만, 알루미늄과 드물게 은도 사용될 수 있다. 알루미늄의 장점은 가벼운 무게로, 구리에 비해 움직이는 질량을 줄여준다. 이는 스피커의 공명 주파수를 높이고 효율성을 증가시킨다. 알루미늄의 단점은 쉽게 납땜되지 않아 연결이 튼튼하게 압착되고 밀봉되어야 한다는 것이다. 보이스 코일 와이어의 단면은 원형, 직사각형 또는 육각형이 될 수 있으며, 자기 간격 공간에서 다양한 양의 와이어 부피를 차지한다. 코일은 간격 내에서 동축으로 배치된다. 코일은 자기 구조 내의 작은 원형 부피(구멍, 슬롯 또는 홈) 내에서 앞뒤로 움직인다. 이 간격은 영구 자석의 두 극 사이에 집중된 자기장을 형성한다. 간격의 외부 링이 한 극이고, 중앙 기둥(폴 피스라고 함)이 다른 극이다. 폴 피스와 백플레이트는 종종 폴 플레이트 또는 요크라고 불리는 하나의 부품으로 만들어진다.

### 자석
자석의 크기와 유형 및 자기 회로의 세부 사항은 설계 목표에 따라 달라진다. 예를 들어, 폴 피스의 모양은 보이스 코일과 자기장 간의 자기적 상호 작용에 영향을 미치며, 때로는 드라이버의 동작을 수정하는 데 사용된다. 쇼트링 또는 패러데이 루프는 폴 팁 위에 장착된 얇은 구리 캡으로 포함되거나 자석-폴 캐비티 내에 위치한 무거운 링으로 포함될 수 있다. 이러한 복잡함의 이점은 고주파수에서의 임피던스 감소, 확장된 고음 출력 제공, 고조파 왜곡 감소, 그리고 일반적으로 큰 보이스 코일 변위에 수반되는 인덕턴스 변조의 감소이다. 반면에 구리 캡은 자기 저항이 증가된 더 넓은 보이스 코일 간격을 필요로 한다. 이는 사용 가능한 자속을 감소시켜 동일한 성능을 위해 더 큰 자석을 필요로 한다.
전자석은 1950년대까지 악기 앰프 캐비닛에 자주 사용되었다. 진공관 앰프를 사용하는 캐비닛에서는 필드 코일이 전원 공급 초크 역할을 겸할 수 있었고, 실제로 그렇게 했으므로 경제적인 이점이 있었다. 현재 전기적으로 구동되는 필드 코일을 가진 전기역학적 스피커를 생산하는 제조업체는 극히 적다. 이는 초기 설계에서는 흔한 일이었다.
알루미늄, 니켈, 코발트의 합금인 알니코는 제2차 세계대전 이후 필드 코일 드라이버의 문제를 해결하면서 인기를 얻었다. 알니코 자석이 부분적으로 탈자되는 문제에도 불구하고 알니코는 1960년대까지 일반적으로 사용되었다. 1960년대에는 대부분의 드라이버 제조업체가 알니코에서 페라이트 자석으로 전환했는데, 페라이트 자석은 세라믹 점토와 바륨 또는 스트론튬 페라이트의 미세 입자를 혼합하여 만들어진다. 이 세라믹 자석의 킬로그램당 에너지는 알니코보다 낮지만, 훨씬 저렴하여 설계자가 주어진 성능을 달성하기 위해 더 크지만 더 경제적인 자석을 사용할 수 있게 해준다. 운송 비용 증가와 더 작고 가벼운 장치에 대한 요구로 인해 네오디뮴 및 사마륨 코발트와 같은 재료로 만들어진 더 소형화된 희토류 자석 사용 추세가 나타나고 있다.

## 구성 요소

다이내믹 스피커의 단면도

스피커 드라이버에는 앞쪽의 공기 기둥과 응용 프로그램에 따라 측면의 일부 각도에서 기압파를 생성하기 위해 앞뒤로 움직이는 다이어프램이 포함된다. 다이어프램은 일반적으로 저주파수 및 중주파수용으로는 원뿔형이거나 고주파수용으로는 돔형이며, 덜 일반적으로는 리본형이고, 일반적으로 코팅되거나 코팅되지 않은 종이나 폴리프로필렌 플라스틱으로 만들어진다. 일부 드라이버에는 직조된 유리섬유, 탄소 섬유, 알루미늄, 티타늄, 순수 교차 탄소와 같은 더 이국적인 재료가 사용되며, 극히 일부는 PEI, 폴리이미드, PET 필름 플라스틱 필름을 콘, 돔 또는 라디에이터로 사용한다.
모든 스피커 드라이버는 앞뒤로 움직임을 전기적으로 유도하는 수단을 가지고 있다. 일반적으로 드라이버 콘의 목 부분에 단단히 감긴 절연 와이어 코일(일명 보이스 코일)이 부착되어 있다. 리본 스피커에서는 보이스 코일이 매우 얇은 종이, 알루미늄, 유리섬유 또는 플라스틱 시트에 인쇄되거나 접착될 수 있다. 이 콘, 돔 또는 다른 방사체는 유연한 서라운드로 외부 가장자리에 단단한 프레임에 장착되며, 이 프레임은 보이스 코일에 가깝게 영구 자석을 지지한다. 효율성을 위해 비교적 가벼운 보이스 코일과 콘은 드라이버의 움직이는 부분인 반면, 훨씬 더 무거운 자석은 고정되어 있다. 다른 일반적인 구성 요소로는 후방 서스펜션 요소로 사용되는 스파이더 또는 댐퍼, 오디오 신호를 연결하는 간단한 단자 또는 바인딩 포스트, 그리고 섀시와 인클로저 사이의 조인트를 밀봉하는 준수 가능한 개스킷 등이 있다.

## 인클로저 및 음향 절연
드라이버는 거의 보편적으로 목재, 플라스틱 또는 간혹 금속으로 된 단단한 인클로저에 장착된다. 이 스피커 인클로저 또는 스피커 박스는 콘 전면의 음향 에너지와 콘 후면의 음향 에너지를 분리한다. 효율성과 지향성을 높이기 위해 혼을 사용할 수 있다. 일반적으로 드라이버와 하드웨어를 미학적으로 가리고 물리적 손상으로부터 드라이버를 보호하기 위해 그릴, 직물 메시 또는 기타 음향적으로 중립적인 스크린이 제공된다.

## 작동
작동 시, 앰프에서 스피커 케이블을 통해 전기 와이어를 통해 보이스 코일로 신호가 전달되고, 그 다음 유연한 틴셀 와이어를 통해 움직이는 코일로 전달된다. 전류는 자기장을 생성하여 다이어프램이 고정된 자석 구조에 의해 자기 간격에 설정된 자기장에 대항하여, 전기 신호가 변화함에 따라 보이스 코일에 흐르는 전류에 의해 생성된 자기장에 의해 교대로 한 방향 또는 다른 방향으로 힘을 받게 한다. 결과적으로 앞뒤로 움직이는 동작은 다이어프램 앞의 공기를 구동하여 음파로 멀리 퍼져나가는 압력 차이를 발생시킨다.
스파이더와 서라운드는 드라이버가 공장에서 조립되었을 때 설정된 균형 위치에서 벗어나는 움직임에 대한 스프링 복원 메커니즘 역할을 한다. 또한 각각 보이스 코일과 콘을 자석 어셈블리 내에서 동심원적으로, 그리고 앞뒤로 중앙에 맞추는 데 기여하며, 보이스 코일을 자석 간격 내에서 한쪽 끝이나 다른 쪽 끝으로 치우치지 않도록 중요한 위치로 복원한다.
보이스 코일과 자석은 본질적으로 스파이더와 서라운드의 중심 "스프링 장력"에 대항하여 작동하는 직선형 전동기를 형성한다. 스파이더와 서라운드에 의해 부과되는 이동 거리 제한이 없다면, 보이스 코일은 고출력 수준에서 자석 어셈블리에서 튕겨져 나가거나, 자석 어셈블리 뒷면에 충돌할 정도로 깊이 안쪽으로 이동할 수 있다. 대부분의 스피커 드라이버는 스파이더와 서라운드의 중심력에만 대항하여 작동하며 드라이버 요소의 위치를 적극적으로 모니터링하거나 정확하게 배치하려고 시도하지 않는다. 일부 스피커 드라이버 설계에는 그렇게 할 수 있는 규정(일반적으로 서보 메커니즘이라고 함)이 있다. 이러한 드라이버는 일반적으로 우퍼, 특히 서브우퍼에만 사용되는데, 이들 주파수에서 드라이버의 콘 크기가 재생하려는 일부 소리(예: 약 100Hz 이하의 저음 주파수)의 파장보다 훨씬 작기 때문에 훨씬 더 큰 콘 변위가 필요하기 때문이다.

## 성능 특성
스피커 드라이버는 넓거나 좁은 주파수 범위 내에서 작동하도록 설계될 수 있다. 작은 다이어프램은 좋은 저주파수 응답에 필요한 많은 양의 공기를 이동시키는 데 적합하지 않다. 반대로, 큰 드라이버는 매우 높은 주파수에서 움직이는 능력을 제한하는 무거운 보이스 코일과 콘을 가질 수 있다. 설계 한계를 넘어선 드라이버는 높은 왜곡을 가질 수 있다. 멀티웨이 스피커 시스템에서는 특정 주파수 범위를 생성하도록 특수 드라이버가 제공되며, 들어오는 신호는 크로스오버에 의해 분할된다. 드라이버는 풀레인지, 트위터 (스피커), 슈퍼 트위터, 미드레인지 드라이버, 우퍼, 서브우퍼의 여러 유형으로 세분화될 수 있다.

## 응용
스피커 드라이버는 소리 재생의 주요 수단이다. 스피커, 헤드폰, 전화, 메가폰, 악기 앰프, 텔레비전 및 모니터 스피커, 공공 주소 시스템, 휴대용 라디오, 장난감 등 음향 응용 분야와 소리를 방출하도록 설계된 많은 전자 장치에서 사용된다.

## 같이 보기
- 다이내믹 스피커 드라이버의 주요 전기적 특성인 다이내믹 스피커의 전기적 특성
- 스피커 인클로저